# Ischyropalpus nitidulus
Ischyropalpus nitidulus là một loài bọ cánh cứng trong họ Anthicidae. Loài này được LeConte miêu tả khoa học năm 1851.